# 菊池えり
菊池 えり（きくち えり、1965年4月5日 - ）は、日本のAV女優。愛知県名古屋市出身。

## 略歴
菊池エリとカタカナ名で表記されることも多い。秋本麻衣、比野由美子、石川江梨子等の芸名も使っていた。
10代後半より各種風俗を経て1984年、デビュー作と言える裏ビデオの『みえちゃった』がマニアの間で話題となりAV業界へ入る。
1985年に菊池えり名義のデビュー作、『シスターL』が発売された。この作品はAV史上に残る名作と言われ、SMファンのみならずAVファンの間で話題となり大ヒットする。この作品で監督と出演を兼ねた中野D児の事務所に在籍して以後、二人はシネマジックで何度も共演をする。作中ではスパンキング、アナル、スカトロなどハードなSMプレイが展開されるが、「私自身はSMの趣味はない。」と言っている。しかし、この作品で菊池えり＝修道女、ボンデージというイメージが定着する。
1986年にはストリップ界にも進出、黒人ダンサーとのショーで全国を回る。そのダンサーと結婚して、1991年にグアムに移住、AVの仕事はセーブしたが3年ほどで離婚する。その後もグアムをベースとしながら、ストリップやグラビアの仕事のたびに日本に戻る生活をして、1997年には帰国。翌年、六本木にオープンしたアクトレスバー『AVnormal』（現在は閉店）に在籍、AVへも復帰をする。店には他に樹まり子や栗原早記ら、AV女優が30人ほど在籍していた。
2003年5月に開校したポルノ男優の久保新二が院長を務める、世界初のAV映像制作専門校と言われるAVカルチャースクールの名誉特別講師となる。
40代を迎え「世の中の目に触れるのはもういい」と映像界を退き、それでも「裸のほうがきれいでいられる」と2018年現在は名古屋のファッションヘルスに勤務している。
第4回にっかつロマン大賞艶技賞、『ビデオ・ザ・ワールド』（コアマガジン）1991年度AV大賞女優賞受賞。元祖アイドルAV女優との呼び声もある。

## 作品

### 裏ビデオ
- みえちゃった（1985.4）
- ハッピーバースデー（1985.7）
- FOCUS（1986.3）
- 息づくおまん〇（1999.10）
- 深埋的黒根（2000.8）
- 大騒動女子学生（2000）
- デューティー Vol.64 勝ち組マダムはおしゃぶり上手（2006.3.10）
- PARADE Vol.56 The Best（2006.12.14）
- MAGIC BANANA Vol.75 巨乳マドマーゼル（2006.10.5）
- 美熟女の誘惑 菊池エリ 1～3

### ブラックパック
- 奈保子の白日夢（1985.7頃）
- 美少女サラダ パイパン娘（1985.10頃）

### アダルトビデオ
- 美少女レズグランプリ 同性愛・好奇心（1984 レッツ）秋本麻衣名義 他、越アケミ
- D-CUP美少女 シスターL （1985.9.5 シネマジック）
- 菊池エリのプライベートビデオ Eカップギャル アナル体験（1985.11.20 東京企画）
- D-CUP美少女 2 RUBBER BABY （1985.11.27 シネマジック）
- クレイジスナイパー Eカップ絶叫!（1985.12.12 h.m.p）
- D-CUP美少女 3 奴隷花 （1986.2.15 シネマジック）
- 菊池エリのプライベートビデオ「しぼってあげる2」（1986.2.20 セレクトビデオ）
- E-CUPグラフティ（1986.3.20 シネマジック）
- 新ゆりの花の女たち シスターL VS 愛奴恵(めぐみ)K（1986.3.28 SHOWA）比野由美子名義 他、中川えり子
- 初体験シリーズVol.4 由美子のお・し・り（1986.4.21 SHOWA）比野由美子名義
- あなたとしたい（1986.5.25 アテナ映像）
- D-CUP美少女 4 シスターL 2（1986.6.25 シネマジック）
- ホワイト・スキャンダル（1986.6 SHOWA）他、大滝かつ美、神谷琴絵
- ロマンコレクション いれてほしいの（1986.8.28 アテナ映像）
- KAGEKI本番 Eカップの女 バスト98cm（1986.8 ファイブスター）
- ハード本番 快感絶頂（1986.10.5 ジャパンホームビデオ）
- 奴隷花 2 （1986.11.25 シネマジック）
- E-CUPグラフティ 熱い想い、届けます。 もっと菊池えり（1987.3.17 シネマジック）
- THE DOLL 被虐の花嫁（1987.6.18 シネマジック）
- オッパイの逆襲 スーパーカップ・ギャルSEX珍場面集（1987.8.29 h.m.p）他、奈保子、北村美加、杉田かおり、白鳥ゆき、西条美栄
- ALL ABOUT ERI(えり)（1987.9.3 シネマジック）
- シスターL 3 ザ・ファイナル （1987.12.3 シネマジック）
- アナザー・ワン（1987.12.19 大陸書房）
- E-CUPレズビアン 百合の悦楽 菊池えりVS速水舞（1988.1.28 シネマジック）他、速水舞
- H2 オッパイ 胸乱（1988.1.20 アテナ映像）共演、舞坂ゆい
- 菊池エリ あ・や・し・く（1988.3.20 大陸書房）
- ザ・スキャンダル（1988.4.4 シネマジック）他、瞳さやか
- THE DOLL 2 薔薇の貴婦人（1988.6.23 シネマジック）
- THE DOLL 3 M病棟の女（1988 シネマジック）他、南野千夏、葵マリー
- SEXバトル 五番勝負!（1988 シネマジック）他、一ノ瀬まみ、石原圭子
- ザ・スキャンダル（1988 シネマジック）共演、瞳さやか
- All About 舞 LAST DREAM（1988 シネマジック）他、速水舞、島崎梨乃、瞳さやか、二谷里恵
- LESBIAN LOVE 百合の迷宮（1989.2.1 シネマジック）他、Jemmy Lee
- THE DOLL 4 スレイブハンター89'（1989.6.7 シネマジック）共演、沖田ゆかり
- 巨乳三姉妹（1989.7.30 二見書房）共演、岡本百合、早坂りな
- 弁護士・季実子（1989.10.1 ダイヤモンド映像）他、松坂季実子、坂上真琴、黒木香、高倉真理子
- It's only ボンテージ（1989.10.18 シネマジック）他、かのうしずか、茉莉花、弥生しずか
- 嗜虐的聖書 サディスティック・バイブル（1989.12.16 大陸書房）
- BIZARRE STYLE 背徳のドミナ（1990.1.21 フェニックスビデオ）
- 実録 菊池エリ 38cmで貫いて（1990.2.5 h.m.p）
- ザ・スキャンダル 4 鏡の中の娼婦（1990.2.21 シネマジック）共演、叶順子
- BAYSIDE STORY（1990.2.21 サザンクロスビデオアーツ）
- 女闘美 2 化粧部員のジェラシー（1990.3.2 ビクソン）他、島田さとみ
- BIZARRE STYLE 2 禁断のパッション（1990.3.10 サザンクロスビデオアーツ）
- 淫虐のラビリンス（1990.3.14 トラッド）
- BIZARRE STYLE 3 愛欲のドミネーション（1990.5.10 フェニックスビデオ）
- 疼く淫乳 もっとほしいの（1990.5 笠倉出版社）共演、五島めぐ、庄司みゆき
- 巨乳男体競技（1990.7.14 ステラ）共演、椎名このみ、いとうしいな
- ABNORMAL DESIRE 蝕虫花（1990.7.15 フェニックスビデオ）
- サディスティックワールド（1990 アイティ出版）他、舞坂ゆい
- S&M 媚肉奴隷（1990 アダムス）
- 超乳娘がポンポロリ!The end of the world（1990 イメージボックス）
- HYPER BONDAGE Vol.1 自虐奴隷（1990 エイヴィ・セクシャル・メイツ）他、美咲麗子
- Super Eroticism 乱熟快感美女の桃色吐息（1990 ビデオプラザ）
- ゲルニカの聖水 6（1991.11.18 ウルトラD）
- 百合の迷宮（1992.4.14 シネマジック）共演、Jemmy Lee
- 戦慄の凌辱 禁断の快楽責め（1992 緊縛奴隷館）
- 官能エクスタシー（1992 インペリア）
- Fカップ・タイフーン 日本上陸（1993.1.29 KUKI）
- 招待状 INVITATION CARD（1993.2.25 KUKI）他、浅井理恵、森下あみい、斉藤ちあき
- 帰ってきたシスター L vs 巨乳奴隷（1994.8.5 シネマジック）他、三井彩
- ボンデージ病棟・雪村春樹3 看護婦・菊池エリ（1994 サンセットカラー）
- 美乳緊縛責め（1995.2.10 RN）他、舞坂ゆい、宮沢陽子
- 堕美泥 第一章 熱蝋の修羅（1997.12.20 エーヴイエス）
- 堕美泥 第二章 緊縛の服従（1997.12.20 エーヴイエス）
- ハードレズフェティッシュ 舌と尻（1998.2.6 シネマジック）共演、小室なつみ
- 奴隷花'98（1998.3.28 シネマジック）共演、白鳥七瀬
- 近親相姦 愛するが故に・・・～凌辱の母子相姦～（1998.6.20 メディアフィールド）他、斉木里菜
- エル・ドラドの聖水（1998.6.27 笠倉出版社）
- 甦る伝説の女 復活!菊池えり（1999.1.9 クリスタル映像）
- 恥辱の絆 背徳の快楽に溺れて（1999.2.9 クリスタル映像）
- AV女優 菊池エリ（1999.3.21 ビデオバンク）
- SとM 美獣のめざめ（1999.3.29 クリスタル映像）
- ブッかけ!!スーパースター 菊池えり（1999.4.30 アテナ映像）
- プライベート・ソープ 菊池えり（1999.10.25 ドゥユゥノゥ）
- 女帝 菊池エリ 背徳の肉体遊戯（1999 オー・ケイ出版社）
- 熟 爛漫7 淫欲の果て（2000.1.8 ソフト・オン・デマンド）[2]
- THE義母図鑑 10（2000.3.27 マルクス兄弟）
- 誘惑ミセス 28（2000.6.29 U&K）
- オバンゴージャス 菊池えり 淫欲の果てに13（2000.7.6 麒麟堂）
- 不貞の後始末（2000.8.11 シネマジック）
- 淫乱熟女 淫乱同窓会編（2001.4.6 フェアエスト）他、花咲玲子、弓長真琴
- 熟女愛奴留(じゅくじょあいどる) 菊池エリマニア（2001.5.21 フェアエスト）
- 熟女の癒し（2001.8.20 ジャネス）
- 巨乳家族（2001.10.25 アイオンコーポレーション）他、堤さやか、うさみ恭香
- 監禁淫熟女（2002.3.2 BIG JAPAN SYSTEM）
- PORNO STAR NON STOP LIMITED（2002.4 ケンシロウ）
- 手コキ熟女（2002.5.14 ジャネス）他、花咲玲子、秋川良枝、中村由美、稲村まゆみ
- SHOOTING STAR（2002.8.6 ジャネス）
- Swap Party（2002.8.15 MOODYZ）
- 熟 女教師の誘惑（2002.11.1 ジャネス）他、結城マリア、榎本咲
- Virtual Panst Onanie 熟女編2（2002.11.20 ジャネス）他、井本美久、北川弓香、稲村真子、花咲玲子、淵田幸子、村上麻里子
- 義母(ままはは)（2002 ジャネス）他、田辺由香利、林かれん
- ken 熟女でドスケベケンちゃん（2003.7.14 ラハイナ東海）
- M的妻 ある旅館に来た女（2003.7.15 グローバルメディアエンターテイメント）
- THE［羞恥巨乳美熟女］ Vol.1（2003.8.25 ラハイナ東海）
- ビバ!!三十路（2003.9.10 麒麟堂）他、宮下真紀、葉山杏子
- 熟女乱舞（2003.9.15 MOODYZ）他、宮下真紀、金子リサ
- ノーブラ揺れ乳跳ね乳（2003.11.7 アロマ企画）他、里見るうか、岸川ひろみ、森下由希、乙羽いまる、藤乃弥生、まゆ
- 熟女レズ（2003.12.4 ジャネス）他、宮下真紀、金子リサ
- 熟女の優しさ（2003.12.9 ジャネス）他、結城マリア、花咲玲子、姫ゆり
- platinum dancing 4star actress（2003.12.9 ジャネス）他、鏡麗子、秋川良枝、姫ゆり
- 熟女 take off（2003.12.19 ジャネス）他、鏡麗子、秋山礼子、姫ゆり、林かれん、成沢まどか
- プライベートプランニング 監督が愛した女 vol.2 再会（2003.12.5 グローバルメディアエンターテイメント）
- GOD HAND 熟女（2004.1.29 ジャネス）他、10人
- ゴージャスマダムセレブ（2004.2.11 麒麟堂）
- 母の誘惑（2004.2.26 チャンネルヴイ）
- 痴女 ニンフォマニア 菊池えり&杉本まりえ（2004.3.10 麒麟堂）
- マダムレポート10 ～スケベな人妻でごめんなさい～（2004.3.1 マルクス兄弟）他、鈴木秀子、高梨さとみ
- 義母欲（2004.4.9 ジャネス）他、沢松麻衣子、中田恵、田辺由香利、北里薫、林かれん
- レズ接吻 淫猥熱舌コレクション（2004.5.14 アロマ企画）
- 近親相姦図 熟母相姦（2004.6.1 マルクス兄弟）
- HARDCORE LESBIAN 爆乳熟女レズ・濡れた牝交尾 菊池えり&美憂、朝倉みほ
- 手でヌイてあげる。HAND POWER 4（2004.7.23 ユーアンドケイ）
- 発情巨乳妻（2004.7.16 デジタルドリーム）他、友崎亜希、楠真由美、金子リサ
- マドンナ学園～母たちの反乱～（2004.12.15 マドンナ）他、紫彩乃、藤しおり、花井ももか、北原真紀子、芹沢真理
- 妻と愛人（2005.3.15 マドンナ）他、加山なつこ ※「菊池エリ」名義
- 花魁（2005.4.15 マドンナ）他、立花瞳、吉野碧
- 不倫白書 妻失格（2005.5.19 マドンナ）他、仲川舞
- 近親白書 母親失格（2005.5.25 マドンナ）他、松岡理穂
- 妖艶美熟女 淫乱万華鏡 三（2006.7.15 ドリームステージエンタテインメント）他、立花由希、神田麗子、高田千恵理、金子リサ、天野奈々
- 憧れの女性 新・親友の母 4 菊池エリ（2004.12.17 フェアエスト）他、渚おと
- ABNORMAL HUNTING 喪服奴隷 27（2005.3.11 シネマジック）
- 実録 義母浪漫 第二章 本当にあった義母さんと息子の淫らな話・恥ずかしい話（2006.3.25 アカデミック）他、立花優、神崎レイラ
- 私、三十路で独身なの・・・巨乳マドマーゼル（2006.10.5 チャンネルヴイ）
- 熟女の痴態（2007.2.25 チャンネルヴイ）他、友崎亜希
- Again（2008.5.23 エクストリージョン）
- ドクターL 極悪女院長の恥辱の償い（2015.5.19 シネマジック）
- 創業家一族の陰謀 女社長汚辱のクーデター（2015.8.19 シネマジック）
- 嫁の母（2015.9.25 マドンナ）他、美森すずか
- 剃毛解禁!!服従の緊縛パイパン母（2016.3.25 マドンナ）
- 人妻ファミレスビアン 淫熟妻と新人若妻の欲情パートタイム（2016.4.25 マドンナ）他、初美沙希

発売日不明
- 誘惑（源氏ビデオカンパニー）
- 本番 Eカップ!!（東京映像企画）
- マニアック 菊池エリ（菊池エリ愛好会）
- 33才 菊池えり（ズリズリ玉手箱）
- 爆乳生狩り（ジャパンニューメディア）
- 菊池えり in イケてるお姉さん（麒麟堂）
- 菊池エリのおもてなし（麒麟堂）
- オバンゴージャス 菊池えり 愛の終焉31（麒麟堂）
- 真・近親相姦 母と息子の秘密（BIG JAPAN SYSTEM）
- 暴爆輪姦 生贄其の弐（Fetish　CLUB）
- Eカップ・ギャル☆XXX体験（MCレイティング）
- 熟女優（OSARU）
- madonna 菊池えり Part.2（アタック）
- DANCE SHOCK STAR（ジャネス）
- 私は痴熟女 痴女殿喰（ジャネス）他、田辺由香里、秋川良枝
- 爆乳熟女（ダイレクトライン）
- 田舎っぺだよお姉さん 北の荒海青森編（カントリーウーマン）
- 厳選美女ハメ撮りドキュメント 高級淑女倶楽部（office T-LIVE）
- Your Heart of Love Color あなた色に染まりたい（office T-LIVE）

### オリジナルビデオ
- 豊艶母（2005年1月25日、GPミュージアムソフト） - 母シリーズ

### 映画
- 団地妻 W・ONANIE（1986 にっかつ）石川江梨子名義
- ミス20才 快感!百合子の本番（1986 ミリオンフィルム）
- 菊池えり 巨乳（1986.8.5 新東宝映画）改題『菊池えり 美乳の喘ぎ』
- 菊池エリ 巨乳責め（1988.1.23 にっかつ）
- SEXダイナマイト マドンナのしずく（1988.4.9 にっかつ）
- ハード・レズ（1991 ジャパンホームビデオ）
- 巨乳熟女 本番仕込み(菊池エリ 熟女の時間で・・・イッて!)（1993 エクセス）
- ダブルGスポット（2004.9.30 ジャパンホームビデオ）共演、愛染恭子

### カセット
- マドンナメイトカセット　菊池エリ ひとりにしないで（1987年7月25日、二見書房）

## 写真集
- 赤道小町（1986.7.1 白夜書房）
- 唇にスイング（1987.8.12 大陸書房）
- ひかりの季節（1987.9.1 大陸書房）
- マドンナメイト写真集（1987.12 二見書房）
- ジャジャ XX（1989.8.20 大陸書房）
- 菊池エリ写肉集 NOIR（1990.2.20 大陸書房）
- 囚われ淑女（1990.9.22 ピラミッド社）
- DOLLS（1990.5.25 司書房）
- 縛乳 巨乳緊縛物語（日向書房）
- 美縛スレイブ（1993.8.20 黒田出版興文社）